# Соль Магнуса
Соль Ма́гнуса (Magnus green salt) — [Pt(NH3)4][Pt(II)Cl4].
Также известна как хлорплатинит 1-го основания Рейзе, тетрахлороплатинит(II) тетраамминплатины(II).
Первый из открытых комплексов аммиака и платины. Открыта Генрихом Магнусом в 1823 году. Имеет тёмно-зелёный цвет, малорастворима в воде и в органических растворителях.
Кристаллографически имеет квазиодномерную структуру, анионы [PtCl4]2− и катионы [Pt(NH3)4]2+ вытянуты вдоль одной линии (расстояние между атомами платины равно 3,25 Å), взаимодействие между ионами на одной линии весьма сильное, для ионов на соседних линиях — слабое. С этой точки зрения это вещество (как одномерный магнетик) должно представлять интерес для современной физики конденсированных сред, более конкретно для физики сильно коррелированных систем.
В настоящее время появился интерес к соли Магнуса в связи с возможностью создания органических полупроводниковых устройств на её основе.
Растворимые аналоги соли Магнуса получаются при замещении аммиака этилгексиламином.
Соль Магнуса H12Cl4N4Pt2 имеет ту же эмпирическую формулу H6Cl2N2Pt, что и цис-диамминдихлороплатина (антираковый препарат, известный под названием цисплатин) и транс-диамминдихлороплатина. Однако последние два вещества представляют собой молекулы, а соль Магнуса — полимер.

## Синтез
Соединение может быть получено смешиванием водных растворов солей, содержащих катионы [Pt(NH3)4]2+ и анионы [PtCl4]2−. Нерастворимая соль Магнуса образует тёмно-зелёный осадок.